# Panormos (Fokida)
Panormos (griechisch Πάνορμος (f. sg.), etwa „gut zum Anlanden“, bis 1928: Κίσσελη – Kisseli, dann bis 1931  Όρμος Λεμονιάς Φωκίδας – Ormos Lemonias Fokidas) ist ein Dorf in der mittelgriechischen Gemeinde Dorida am Nordufer des Golfs von Korinth.

## Geografie
Der Ort gliedert sich in ein etwas höher am Berg gelegenes „Oberdorf“ und den Ortsteil „Ormos Lemonias“ (Όρμος Λεμονιάς Órmos Lemoniás, deutsch ‚Zitronenbucht‘ – auch Παραλία Πανόρμου Paralia Panórmou, deutsch ‚Strand von Panormos‘) genannt – an der gleichnamigen Bucht mit einem kleinen Hafen für Motorboote und einem etwa zwei Kilometer langen Kiesstrand.
Panormos liegt 12 km westlich von Galaxidi, 19 km südlich von Lidoriki, 23 km südwestlich von Amfissa und 37 km östlich von Nafpaktos. Es liegt an der griechischen Nationalstraße 48 (Andirrio–Nafpaktos–Delfi–Livadia).

## Einwohner
| Jahr | Panormos Ort | Ormos Lemonias |
| ---- | ------------ | -------------- |
| 1981 | 189          |                |
| 1991 | 76           | 105            |
| 2011 | 88           | 127            |
| 2021 | 54           | 107            |